# Ramon Dino
Ramon Rocha Queiroz (Rio Branco, 9 de fevereiro de 1995), mais conhecido como Ramon Dino ou "O Dinossauro do Acre", é um fisiculturista profissional brasileiro, e o principal atleta "Classic" do Brasil. Em 2023, foi o vice-campeão do Mr. Olympia na categoria Classic Physique, e campeão do Arnold Classic Ohio. Seu peso limite dentro da categoria é de 103kg.
Em dezembro de 2016, Ramon Dino estreou nos palcos de fisiculturismo competindo como júnior em um show local. Logo na estreia, o atleta já conquistou um título. Meses depois, em abril de 2017, Ramon Queiroz subiu novamente nos palcos em mais um evento regional. Repetiu o feito do primeiro campeonato, adicionando mais um título para na carreira do jovem fisiculturista.
Em 2018, Dino participou do Olympia Brasil, um dos eventos mais importantes do cenário brasileiro, tornando-se campeão e conquistando seu cartão profissional pela categoria Classic Physique. Em 2021, na edição do Mr. Olympia, Ramon Dino participou de sua primeira competição internacional. Ao fim do show, conquistou a 5ª colocação. Pouco mais de um mês depois, participou do Expo Super Show, no Rio de Janeiro, e garantiu vaga para o Olympia 2022.
Depois de quase 10 meses sem competir, Ramon voltou aos palcos, em dezembro de 2022, para disputar o Mr. Olympia. O brasileiro foi vice-campeão, e quatro meses depois participou do Arnold Classic Ohio 2023. Em 2024, foi vice-campeão do Arnold Classic Ohio e o quarto colocado do Mr. Olympia, em Las Vegas, nos Estados Unidos. Conquistou o título de campeão no Mr. Olympia Brasil 2024, em São Paulo, garantindo uma vaga para disputar o Mr. Olympia 2025.

## Infância e juventude
Ramon Dino nasceu em Rio Branco, no Acre. Seus pais, Suzana e Hamilton, tiveram três filhos homens, dos quais Dino é o caçula. Depois, Dino ganhou mais um irmão, do segundo casamento de seu pai. Ramon Dino passou a infância e adolescência no bairro de Xavier Maia, na parte Alta da capital do seu estado. Apesar de gostar de praticar capoeira e jogar futebol, recomendaram que ele fizesse musculação, devido ao seu corpo ser bem desenvolvido.
Aos 14 anos, começou a ir à academia, mas teve que sair posteriormente, devido à falta de dinheiro. Depois disso, Dino começou a praticar calistenia todos os dias no Horto Florestal de Rio Branco. Aos 18 anos, Ramon conseguiu um notável ganho de massa muscular com os exercícios ao ar livre, tendo recebido o apoio do professor de musculação Marcio Garcia, que colaborou nos seus treinos, e o convidou para participar de competições.

## Vida pessoal
Em 2020, no período em que participou da Mansão Maromba, em São Paulo, Ramon Dino conheceu a blogueira Vitória Viana. Posteriormente, casou-se com Vitória, e tem dois filhos. 

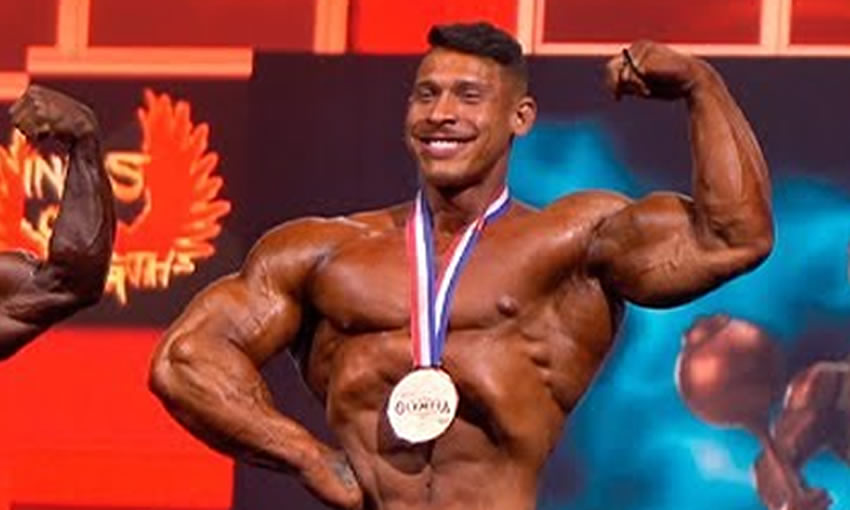
Dino na edição de 2022 do Mr. Olympia, onde alcançou a 2ª colocação.

## Carreira
Aos 21 anos, em 2016, Ramon Dino participou de sua primeira competição no Campeonato Estadual de Rondônia, pois no Acre ainda não era realizado o campeonato estadual deste esporte. Conquistou o primeiro lugar na categoria Men's Physique. Em 2017, participou do Campeonato Brasileiro Amador, que foi realizado em Florianópolis, em Santa Catarina, no qual obteve o título de campeão.
Com isso, por ter sido campeão brasileiro, conseguiu uma vaga para participar do Olympia Amador Brasil, em 2018, que foi realizado em São Paulo. Ramon enfrentou dificuldades financeiras para conseguir o dinheiro para custear sua viagem para o evento, pois estava desempregado e não tinha patrocinador. Conseguiu arrumar o dinheiro para a viagem, foi para o evento e sagrou-se campeão, obtendo seu pro card.
Ramon Dino começou sua carreira de fisiculturista no Brasil, onde rapidamente chamou a atenção por seu físico impressionante e potencial para o esporte. No entanto, ele ainda não tinha o suporte e os recursos necessários para alcançar o sucesso no cenário internacional, e pensou em desistir da carreira. Em 2020, Ramon foi convidado para participar da Mansão Maromba, em São Paulo, pelo influenciador fitness Tiago Toguro. Foi neste período que ele ganhou o apelido de "Dinossauro" ou "Dino". Conseguiu patrocínio e notoriedade, o que o ajudou para participar de eventos internacionais.
Ainda neste ano, Ramon Dino conheceu o influenciador fitness Renato Cariani, já bem estabelecido no meio fitness e com um canal no YouTube que focava nesta área de musculação. Dino participou de um projeto com Cariani para melhorar seu desenvolvimento físico. Além dos treinos, também gravaram juntos vídeos para o canal sobre dietas, treinos e assuntos relacionados ao fisiculturismo. Cariani viu em Ramon um atleta com um futuro brilhante no fisiculturismo e o ajudou na sua condição para que pudesse participar melhor das competições.
Em 2021, Ramon fez sua estreia em eventos internacionais, indo para a Espanha para participar na categoria profissional do Europa Pro, obtendo a segunda colocação e a vaga para Mr. Olympia do mesmo ano, sendo o quinto colocado. O primeiro título na categoria profissional foi conquistado no Muscle Contest Brasil, em 2021, no qual ele foi campeão. Em 2022, participou do Arnold Classic e do Mr. Olympia, conquistado a segunda colocação nos dois eventos. Em 2023, foi campeão do Arnoldo Classic e ficou em segundo colocado no Mr. Olympia. Em 2024, participou do Arnold Classic, em Ohio, obtendo a segunda colocação, e do Mr. Olympia, em Las Vegas, no qual ficou em quarto colocado. Conquistou o título de campeão do Mr. Olympia Brasil 2024, que foi realizado em São Paulo. Com a vitória, Ramon Dino garantiu uma vaga para participar do Mr. Olympia 2025.

## Competições
- Campeonato regional 2016 Men's Physique (Top 1)
- Campeonato regional 2017 Men's Physique (Top 1)
- Campeonato Brasileiro Amador 2017 (Top 1)[9]
- 2018 Mr. Olympia Brasil (Top 1/Overall) - IFBB Pro Card[12]
- 2021 Europa Pro (Top 2) - Vaga Mr. Olympia 2021[13]
- 2021 Mr. Olympia (Top 5)[14]
- 2021 Muscle Contest Brasil (Top 1) - Vaga Mr. Olympia 2022[15]
- 2022 Arnold Classic (Top 2)[16]
- 2022 Mr. Olympia (Top 2)[17]
- 2023 Arnold Classic (Top 1)[18]
- 2023 Mr. Olympia (Top 2)[18]
- 2024 Arnold Classic (Top 2)[19]
- 2024 Mr. Olympia (Top 4)[6]
- 2024 Mr. Olympia Brasil (Top 1)[8]

## Histórico de times patrocinados
- 2020-2021: Growth Supplements[20]
- 2021-presente: Max Titanium[21]